# Ernst Knoblauch
Ernst Knoblauch (* 15. Dezember 1868 in Essen; † 9. Dezember 1955 ebenda) war ein deutscher Architekt, der durch zahlreiche Büro- und Geschäftshäuser zum Erscheinungsbild der Stadt Essen beitrug.

## Leben
Ernst Knoblauch hatte im Berliner Architekturbüro von Heinrich Kayser und Karl von Großheim sowie in deren Niederlassung in Düsseldorf gearbeitet, bevor er 1893 nach Essen kam und als selbstständiger Architekt tätig wurde. Von Anfang an zählte die Verwendung moderner Eisenbeton-Konstruktionen zu seinen Spezialitäten. Knoblauch realisierte in den Jahren bis zur Jahrhundertwende 1900 Wohn- und Geschäftshäuser, Villen, Restaurants, Hotels, Fabriken, Eiskeller etc. Er war in den 1920er Jahren Mitglied im Bund Deutscher Architekten. Nach dem Zweiten Weltkrieg beteiligte er sich noch am Wiederaufbau in Essen.

## Bauten (Auswahl)
- 1893: Geschäftshaus der Kleiderfabrik Gebr. Klarbach AG in Essen, Theaterplatz 9

Das Haus diente später als Kaufhaus des Konsumvereins „Eintracht“, seine Bausubstanz wurde 1928 zumindest teilweise in den Neubau der Stadtsparkasse einbezogen.
- 1905: Kaufhaus der Firma H. & L. Freudenberg in Essen, Limbecker Straße 20–28 (nicht erhalten)
- 1906: Hotel zur Post in Essen, Kettwiger Straße 19 (späteres Hotel zum Ritter), unter Denkmalschutz[4]
- vor 1910: Parkhotel in Essen, Huyssenallee 1 (im Zweiten Weltkrieg zerstört)
- 1910–1912: Kaufhaus der Overbeck & Weller oHG in Gelsenkirchen, Bahnhofstraße 4 / Ahstraße (nicht erhalten)
- 1911: evangelische Volksschule in Essen-Bredeney, Graf-Spee-Straße 23 (spätere Graf-Spee-Schule), unter Denkmalschutz[5]
- 1911–1912: Kaufhaus der Overbeck & Weller oHG in Essen, Kopstadtplatz 10–12 / Kasteienstraße (heute genannt Carl-Overbeck-Haus, verändert wiederaufgebaut)

Die Architektur des Gebäudes zeigt Anklänge an den Jugendstil, wurde aber im Zweiten Weltkrieg teilweise beschädigt und danach in schlichterer Form instand gesetzt.
- vor 1914: Geschäftshaus der Kleiderfabrik Neumann & Mendel in Essen, Bachstraße 5
- 1927: Umbau eines Geschäftshauses für die Firma Adolf Jonas in Köln
- 1927–1928: Büro- und Geschäftshaus Allbau-Haus für die Allgemeiner Bauverein Essen AG in Essen, Pferdemarkt 5/7 / Viehofer Straße, (seit 1997 unter Denkmalschutz[6]; heute unter anderem von der Sparkasse Essen genutzt)
- 1928: Büro- und Geschäftshaus RoBa-Haus für die Rosendahl & Bachrach AG in Essen, Kruppstraße 30 (späteres Osram-Haus), unter Denkmalschutz[7]
- 1929: sechsstöckiges Kaufhaus H. & L. Freudenberg, Ecke Limbecker Straße/Schwarze Horn in Essen[8] (nicht mehr vorhanden)

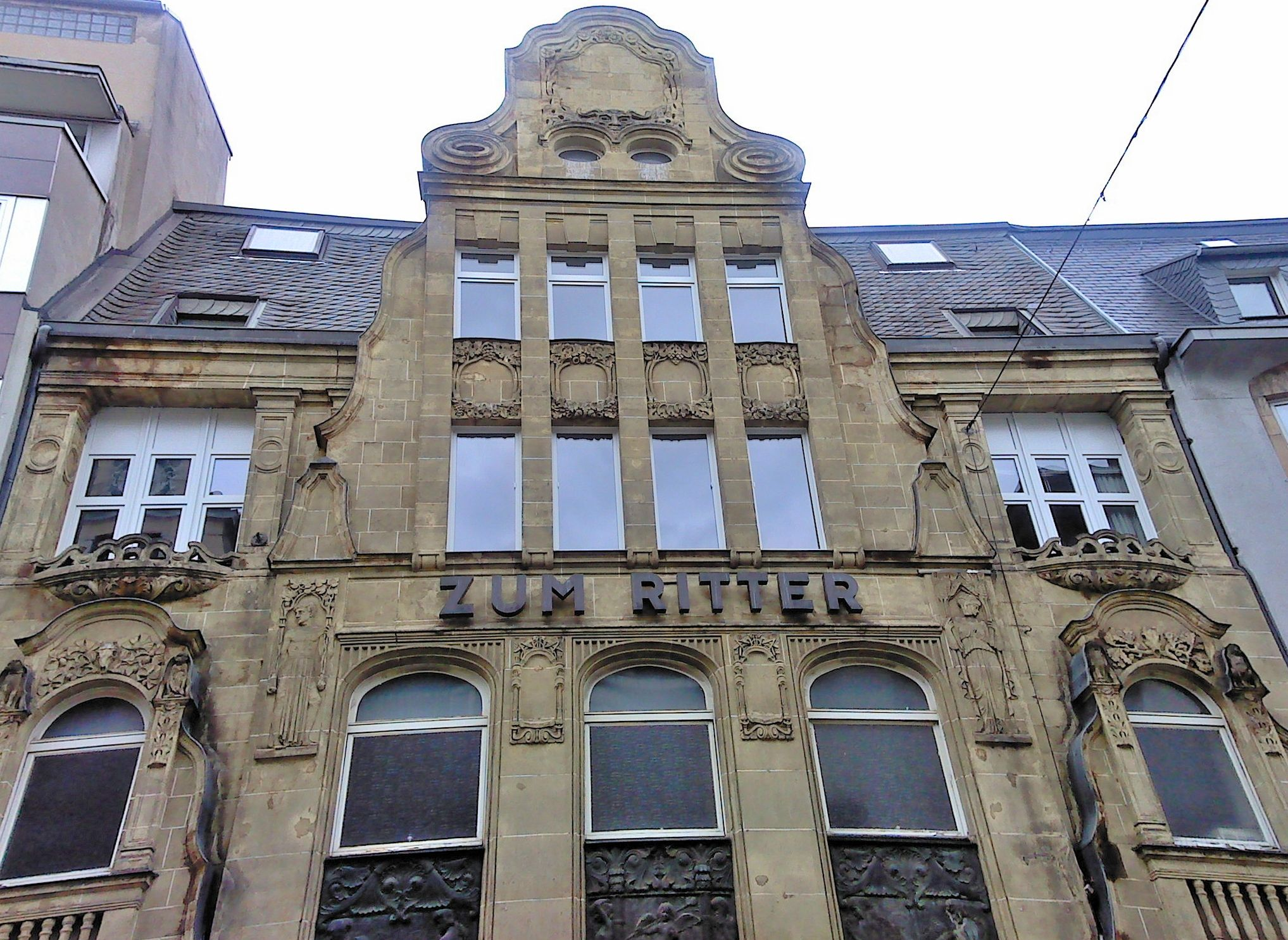
1906: Hotel zur Post (später: zum Ritter)
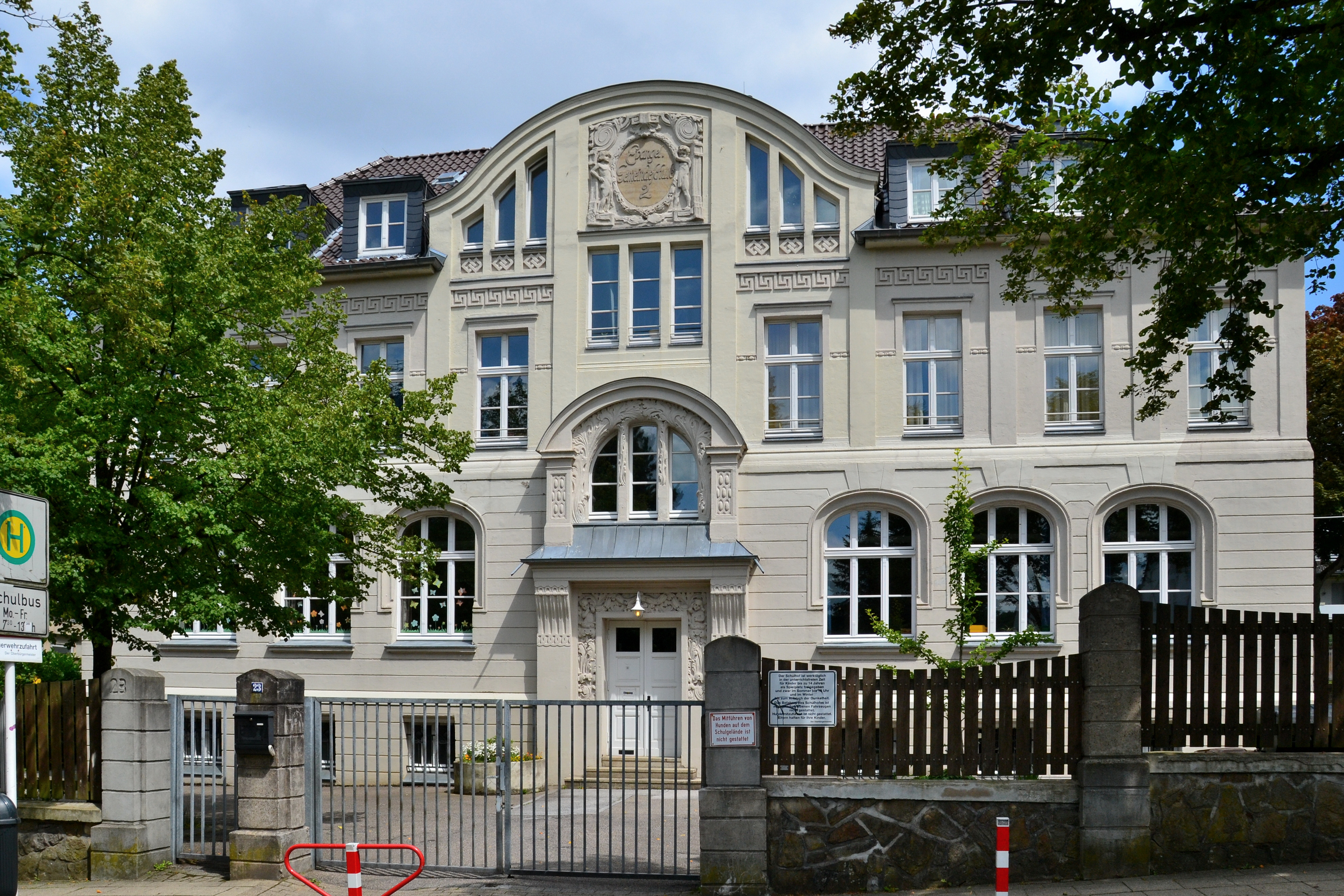
1911: Volksschule Bredeney (später: Graf-Spee-Schule)
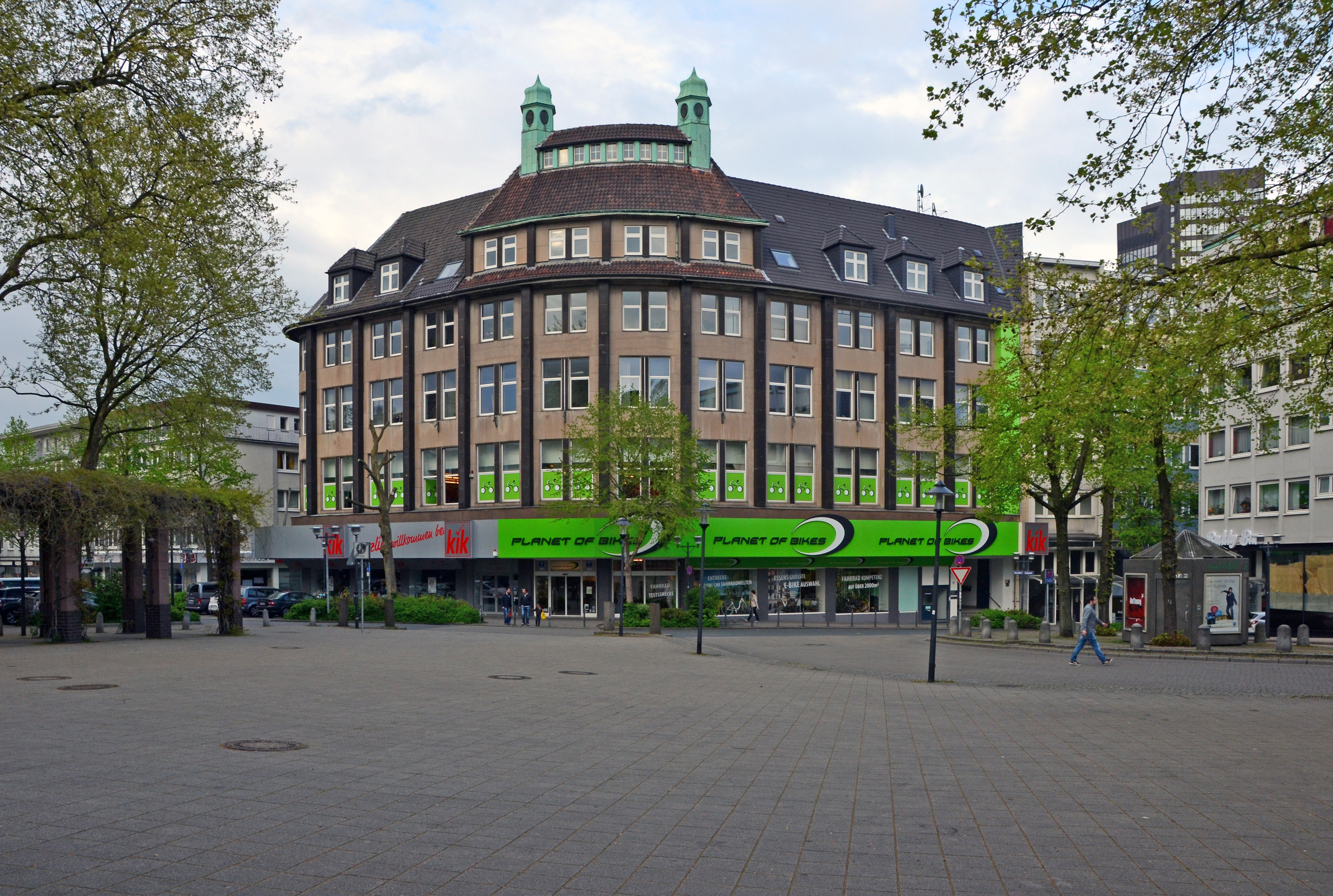
Wiederaufgebautes Carl-Overbeck-Haus
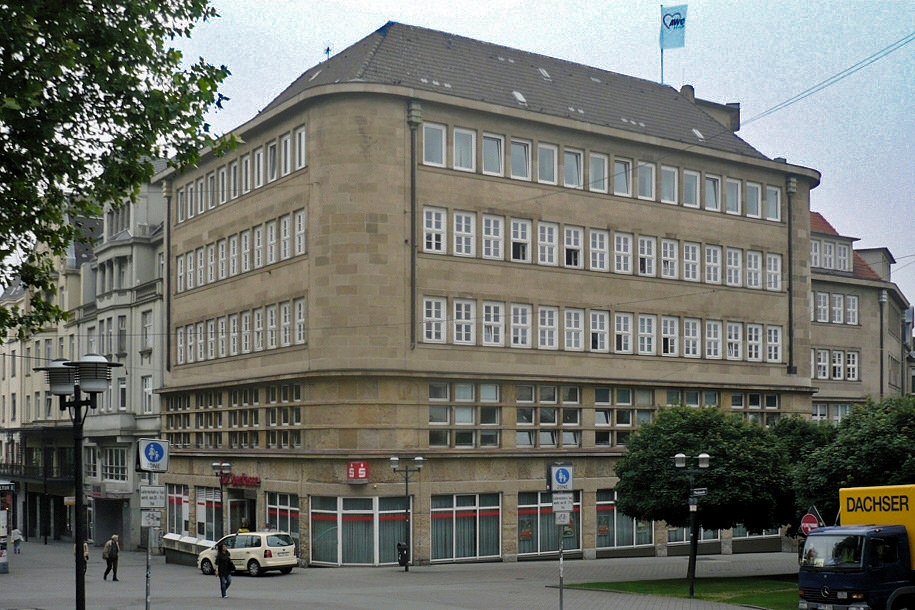
1927–1928: Allbauhaus
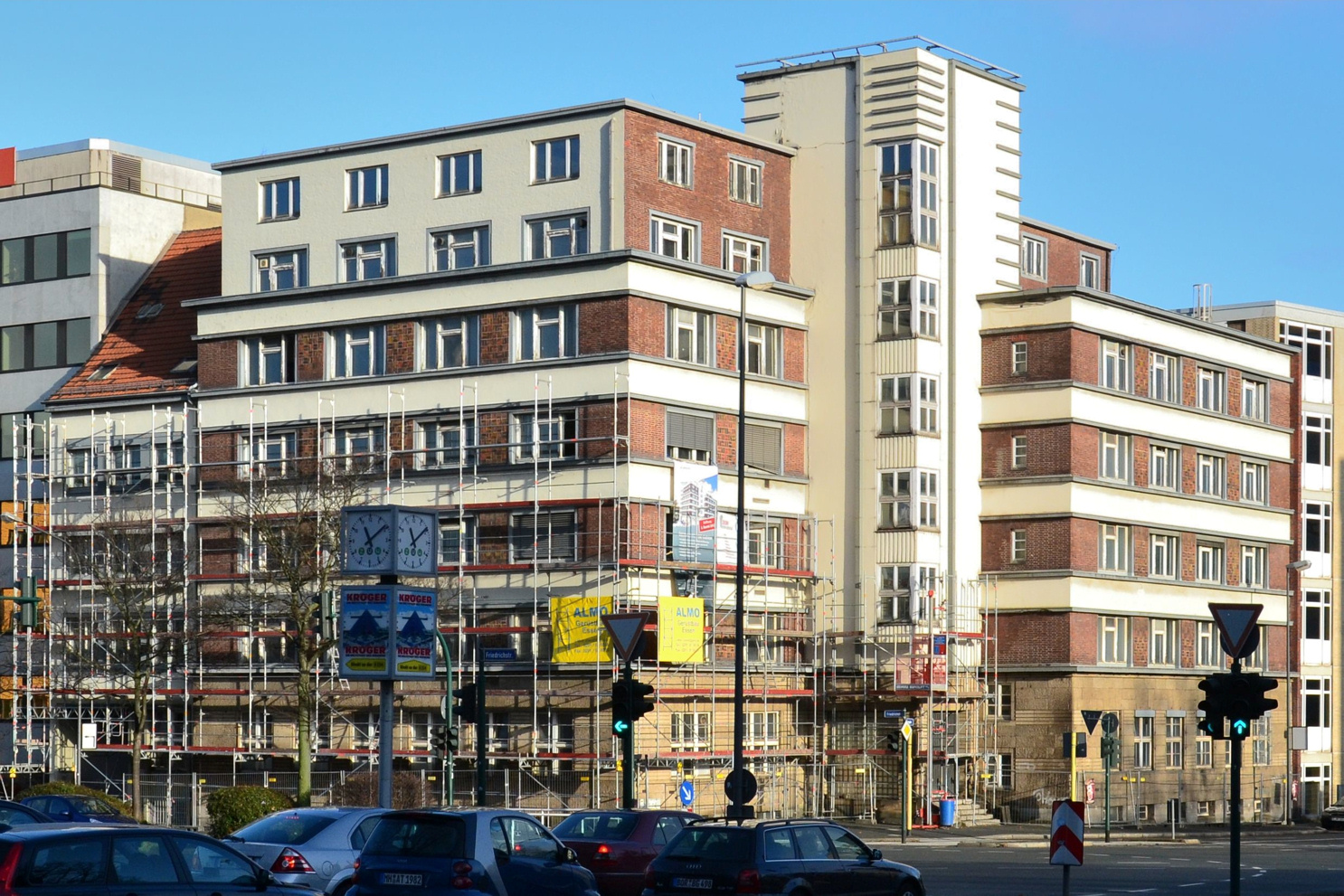
1928: RoBa-Haus (später: Osram-Haus)